# L' Amitié de Guerre
L' Amitié de Guerre (francosko Vojno prijateljstvo) je bila prostozidarska loža, ki je bila ustanovljena leta 1764 v Glini na Hrvaškem.
Člani lože so bili predvsem francoski prostozidarji, ki so kot najemniški vojaki službovali na Hrvaškem ter nekateri hrvaški častniki.
Med leti 1768 in 1770 je bil vodja lože grof Ivan Drašković. Leta 1778 so premaknili vojaške enote na Češko, toda leta 1780 so se vrnili. Loža je bila ukinjena leta 1795 s prepovedjo prostozidarstva.